# Wandflue (bergstopp i Schweiz, Fribourg)
Wandflue är en bergstopp i Schweiz.   Den ligger i distriktet Gruyère och kantonen Fribourg, i den sydvästra delen av landet, 50 km söder om huvudstaden Bern. Toppen på Wandflue är 2 133 meter över havet, eller 181 meter över den omgivande terrängen. Bredden vid basen är 0,75 km.
Terrängen runt Wandflue är varierad. Närmaste större samhälle är Saanen, 8,2 km söder om Wandflue. 
I omgivningarna runt Wandflue växer i huvudsak blandskog. Runt Wandflue är det ganska glesbefolkat, med 29 invånare per kvadratkilometer.